# Ожмос-Пурга
Ожмос-Пурга (удм. Пурга) — деревня в Завьяловском районе Удмуртской Республики Российской Федерации.

## География
Находится в 29 км к юго-востоку от центра Ижевска и в 19 км к югу от Завьялово.

## История
В Материалах по статистике Вятской губернии. Подворная опись 1884—1893 гг. (С.34-35) говорится, что
Деревня Ожмосъ-Пурга лежитъ при рѣчкѣ Карашурѣ, на разстояніи 30 верстъ отъ уѣзднаго города, 10 верстъ отъ волостнаго правленія и 3 верстъ отъ ближайшаго училища и приходской церкви. Жители — вотяки, б. государственные крестьяне, православные; жители — переселились сюда изъ деревни Пурги Пургинской волости болѣе ста лѣтъ тому назадъ. Земля дѣлится по ревизскимъ душамъ. Въ селеніи есть двѣ вѣялки. Обществу, совмѣстно съ тремя другими деревнями, принадлежатъ три водяныя мукомольныя мельницы.
До 25 июня 2021 года входила в состав Бабинского сельского поселения, упразднённое в связи с преобразованием муниципального района в муниципальный округ.

## Население
| 2010 | 2012 |
| ---- | ---- |
| 259  | ↗261 |

### Национальный и гендерный состав
Согласно результатам переписи 2002 года, в национальной структуре населения удмурты составляли 96 % из 261 чел., из них 109 мужчин, 152 женщины.

## Инфраструктура
Личное подсобное хозяйство.

## Транспорт
Деревня доступна автотранспортом.